# Anton von Paümann
Anton von Paümann (16. června 1802 Krakov – 22. března 1870 Vídeň) byl rakouský šlechtic, baron, c. k. dvorní rada, policejní důstojník c. k. četnictva, posléze policejní ředitel Královského hlavního města Prahy. Kvůli svému působení v době tzv. Bachova absolutismu a pronásledování českých vlastenců a intelektuálů se stal mezi Čechy nepopulární figurou. Roku 1857 se stal iniciátorem založení Pražského dobrovolného sboru ochranného, dobrovolnické jednotky fungující na principu záchranné služby, jednoho z prvních takových oddílů v Rakouské monarchii, ze které se posléze vyvinula Záchranná služba Hlavního města Prahy.

## Život

### Mládí
Narodil se v polském Krakově, který se po třetím dělení Polska nacházel na území Habsburské monarchie, v rodině svobodného pána Freiherra Aloyse von Paümanna a jeho manželky Edleny Philippiny von Paümann, rozené von Seltmann, Vstoupil do státních služeb.

### Bachův absolutismus

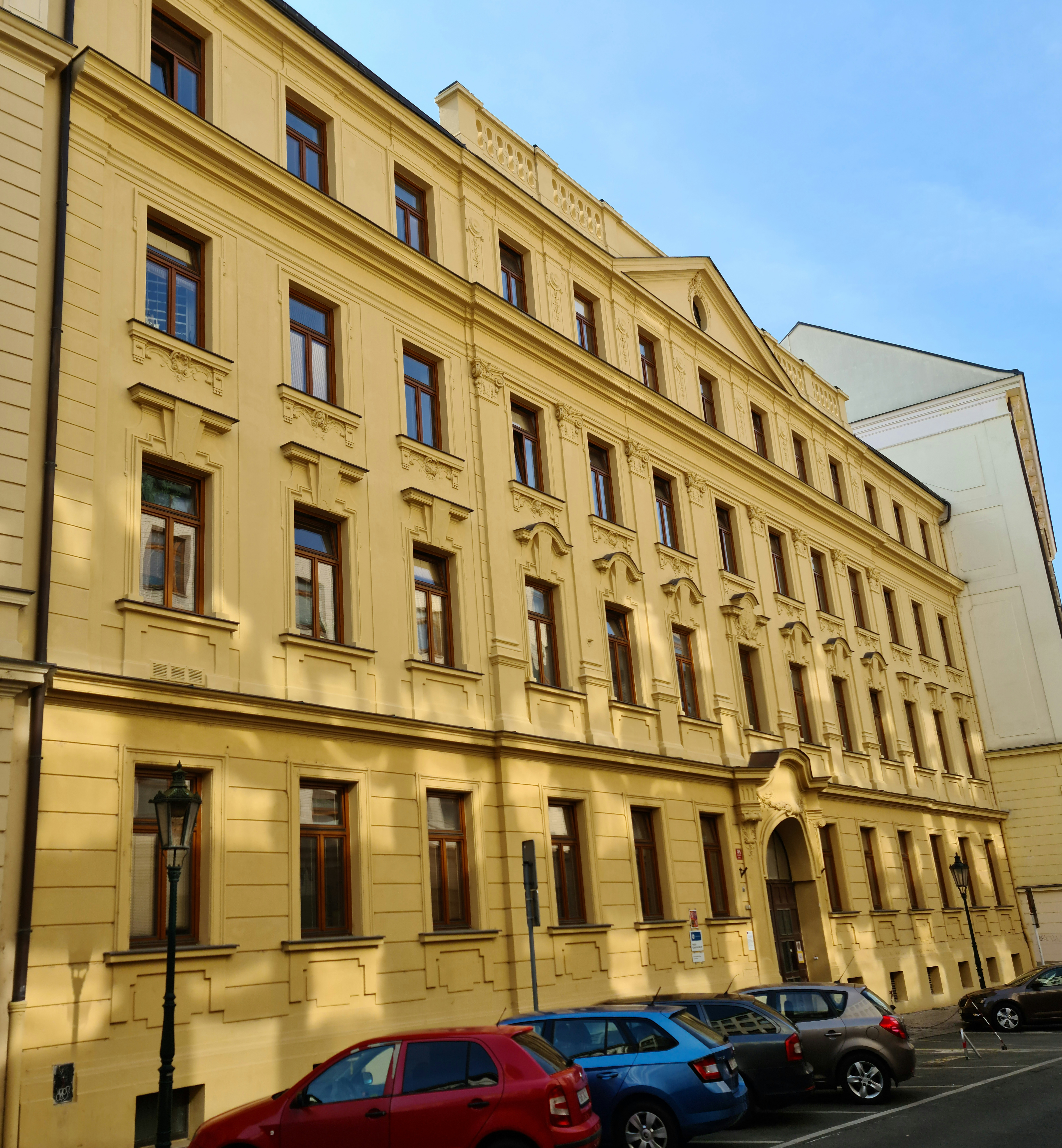
Budova někdejšího pražského policejního ředitelství v Bartolomějské ulici, Staré Město pražské (dnes sídlo Policie ČR)

Přesunul se do Prahy, kde od roku 1854 nastoupil na místo policejního ředitele královského hlavního města Prahy. K jeho nominaci nejspíš přispěl také jeho vzdálený původ a tudíž imunnost k sympatiím s domácím česky mluvícím obyvatelstvem. Ve funkci vystřídal Leopolda von Sacher-Masocha staršího (otce Leopolda von Sacher-Masocha, spojeného s fenoménem masochismu). Jeho úřad sídlil v rozsáhlé budově v Bartolomějské ulici na Starém Městě. Na základě striktní rakouské absolutistické politiky, zesílené mj. po červnovém povstání roku 1848 a potlačující snahy národů monarchie o emancipaci, se podílel na pronásledování a zatýkání v kruzích české vlastenecké inteligence.
To se týkalo např. Karla Sladkovského, Karla Havlíčka Borovského či Jósefa Václava Friče. Rovněž se Paümannovu úřadu podařilo, povětšinou nátlakem, získat řadu českých konfidentů, mezi nimi i známý případ udavačství spisovatele a libretisty Karla Sabiny, pro kterého se pak mezi Čechy vžilo hanlivé označení zrádce národa. Aktivně se také podílel na diskreditaci Václava Hanky v době kauzy s rukopisy Zelenohorským a Královédvorským. Po zapsání Tylovy písně Kde domov můj?, pozdější české národní hymny, do seznamu nebezpečných spisů údajně ještě roku 1859 vlastní rukou chytal studenty, kteří ji zpívali. Po zrušení tvrdé cenzury v Rakousku a nové ústavy roku 1860 byl Paümann pak často zpětně ostrakizován v českých novinách a časopisech, kdy se o něm autoři zmiňují spíše s pohrdáním.

### Záchranný sbor
Ze své funkce inicioval vznik Pražského dobrovolného sboru ochranného, který byl ustanoven 8. prosince 1857. Jednalo se o sdružení 36 dobrovolníků, z nichž pouze tři byli zdravotníci. Členové sboru byli označeni červenobílou stuhou. Muži měli za úkol pomáhat lidem v nouzi na pražských ulicích a případně je povozem přepravit do nemocnice. Bylo tak navázáno na činnost Humanitní společnost pro záchranu zdánlivě mrtvých a v náhlém nebezpečí smrti se ocitnuvších, která po jistou dobu fungovala v Praze od roku 1798.
Služba tak doplnila Sbor pro čištění ulic a požární ochranu, založený v Praze roku 1853 pod vedením Aloise Pasty, posléze pak Josefa Lammera, který byl prvním profesionálním hasičským sborem v českých zemích. Podle úspěšného vzoru zdravotnické služby vznikly podobné organizace i v jiných městech, např. v Opavě nebo Olomouci.

### Odchod z funkce
8. července 1866 byla Praha obsazena pruskou armádou po prohrané prusko-rakouské válce. Pruské okupační velení nařídilo Paümannův odchod, na jeho místo pak dosadila Josefa Baráka. Nedlouho poté odešel Paümann z funkce do penze a přestěhoval se do Vídně.

### Úmrtí
Anton von Paümann zemřel v 22. března 1870 ve Vídni ve věku 67 let a byl zde pravděpodobně také pohřben.

### Po smrti
22. října 1890 získal sbor první oficiální sídlo, které se nacházelo na Václavském náměstí. Tímto byla také zavedena nepřetržitá služba, čímž vznikla de facto obdoba dnešní záchranné služby. Během následujících let se několikrát změnilo sídlo záchranné služby. 19. prosince 1949 byla začleněna pod správu Ústředního národního výboru v Praze. Záchranná služba v Praze se v tomto roce stala samostatnou organizací, která nespadala pod žádnou z nemocnic.
Roku 2008 pojmenovala pražská Záchranná služba několik svých sanitních vozů po významných osobnostech českého zdravotnictví, jeden z vozů dostal též jméno Baron Paümann.

### Rodinný život
Byl ženatý s Amalie Caroline von Paümann, rozenou von Lewinsky), spolu měli několik dětí.